# 안도 노부요리
안도 노부요리(일본어: 安藤信由, 1801년 ~ 1847년 7월 16일)는 에도 시대의 다이묘로, 이와키 다이라 번의 4대 번주이다. 분카 3년 음력 10월 12일에 태어났다고도 한다. 어릴적 이름은 하마노스케(浜之助)이다.
2대 번주 안도 시게키요의 다섯째 아들로 태어났다. 형 노부오키가 일찍 죽어 그 뒤를 이어 세자 자리에 올랐으나, 아직 어린 나이일 1812년에 아버지가 사망하여, 종형제인 노부요시가 대신 가문을 계승하였다. 1829년, 노부요시가 자식이 없는 상태에서 은거하면서 그 양자가 되어 번주직을 이어받았다. 하지만 번주 취임 후 덴포 대기근과 장마, 냉해로 인해 영내에 3천 명이 넘는 아사자가 발생하였고, 번의 재정 또한 궁핍해졌다. 1847년에 사망하였으며, 맏아들 노부마사가 그 뒤를 이었다.
| 전임 안도 노부요시 | 제4대 이와키 다이라 번 번주 (안도가) 1829년 ~ 1847년 | 후임 안도 노부마사 |